# حاتم عودة
حاتم عودة مسرحي من العراق له الكثير من النشاطات المسرحية في مجال التمثيل والإخراج والنقد. ومن أهم منجزاته على مستوى الثقافة المسرحية هو انشائه لموقع مجلة الخشبة الإلكترونية الذي أطلق لأول مرة في 6-2 -2004 وهو موقع يهتم بالمسرح ويتخصص بالمسرح العراقي، ويعد الموقع الآن من أهم المواقع العربية التي تهتم بالمسرح وله زواره ومشتركيه وقد تكونت مؤخرا هيئة لتحريره من داخل وخارج العراق تضم مجموعة ممتازة من المتخصصين بالمسرح.
تخرج من أكاديمية الفنون الجميلة التابعة لجامعة بغداد عام 1989, وأصبح عضوا في الفرقة القومية للتمثيل التي يمارس فيها المسرح لحد الآن كممثل ومخرج
مثل مجموعة من المسرحيات أهمها
- من إخراج قاسم محمد أبو سبعة وسبعين
- ومن إخراج وجدي العاني مسرحيتي الحقد و رغيف على وجه الماء
- ومن إخراج محسن العزاوي مسرحيتي تسواهن ورثاء أور
- ومن إخراج سامي عبد الحميد مسرحيتي رحلة السندباد الأخيرة والموت والدم
- ومن إخراج شفيق المهدي مسرحية مكبث
- ومن إخراج جواد الحسب مسرحية ترانيم الضياع
- ومن إخراج فتحي زين العابدين مسرحية طائر النار
- وإخراج للمسرح خمس مسرحيات هما ودعا كودو المأخودة عن مسرحية صومائيل بيكيت والتي عرضت في بغداد عام 2003 وفي دمشق عام وعرضت في دمشق عام 2004 وفي إسطنبول عام 2005

ثم مسرحية رومولوس المأخودة عن مسرحية رومولوس العظيم لـ فردريش دورينمات والتي عرضت في بغداد ومن ثم في إسطنبول عام 2006. وفي عام 2008 عرضت له ومن إخراجه أيضا مسرحية {صدى } والتي كتبها د.مجيد حميد الجبوري على خشبة المسرح الوطني في بغداد ثم قدمت في الدورة 20 لمهرجان القاهرة الدولي للمسرح التجريبي لتمثل العراق رسميا لتترشح إلى جائزة أفضل عرض متكامل وتفوز بجائزة أفضل ممثلة والتي ذهبت إلى الفنانة الكبيرة بشرى إسماعيل التي أدت أحد أدوار المسرحية إلى جانب الفنان سمر قحطان. هذه المسرحية اختيرت كذلك لتمثل العراق في مهرجان دمشق للفنون المسرحية في دورته 15 وعرضت على مسرح المركز الثقافي في دمر ، ومسرحية تحت عنوان «فيلم أبيض وأسود» ألفها بالإشتراك مع سمر قحطان ، ومثّل فيها كل من الفنانين المتألقين بشرى إسماعيل و إياد الطائي و طه المشهداني وحيدر سعد وعرضت على خشبة المسرح الوطني لمدة ثلاثة أيام ابتداء من 20 / 10 وضمن موسم الفرقة القومية للتمثيل 2013 , ومن ثم عرضت في عام 2014 على مسرح البافيون في مدينة هنوفر في ألمانيا ضمن فعاليات مهرجان اللقاء العربي الدورة الثانية وأخيرا مسرحية فلانة وهي من تاليف هوشنك وزيري وتمثيل بشرى إسماعيل وآلاء نجم وباسل شبيب وعمر ضياء الدين قدمت في بغداد على منتدى المسرح شهر 6 ولمدة ستة أيام على موسم 2018 ثم قدمت على مسرح الرافدين ضمن فعاليات يوم المسرح العالمي 2019 ثم اشتركت في مهرجان أربيل الدولي للمسرح ( جائزة أفضل ممثلة آلاء نجم ) وفي مهرجان أوال الدولي للمسرح في مملكة البحرين ( جائزة أفضل ممثل آلاء نجم وأفضل ممثل باسل شبيب ) واشتركت في مهرجان ليالي المسرح الحر في الأردن.
ساهم في تأسيس مهرجان بغداد لمسرح الشباب العربي الذي أطلقت دورته الأولى في 6 / 11 / 2012 في بغداد وقد كان سكرتيرا للمهرجان وعضوا في لجنة التحكيم.
- عضو نقابة الفنانيين العراقيين
- عضو اتحاد المسرحيين العراقيين
- يعمل حاليا مديرا للفرقة القومية للتمثيل التابعة لدائرة السينما والمسرح / وزارة الثقافة
- أسس مع قاسم السومري مركز روابط للفنون الأدائية

و مجلة الخشبة وهي مجلة فصلية تعنى بالمسرح وتصدر في بغداد عن مركز روابط للثقافة والفنون .